# Pogonomyrmex sylvestris
Pogonomyrmex sylvestris är en myrart som beskrevs av John E. Lattke 1990. Pogonomyrmex sylvestris ingår i släktet Pogonomyrmex och familjen myror. Inga underarter finns listade i Catalogue of Life.